# Godsmack (album)
Godsmack è il primo album in studio del gruppo musicale heavy metal statunitense Godsmack, pubblicato il 25 agosto 1998. È un remake di All Wound Up, il primo demo del gruppo, è stato certificato 4 volte platino dalla RIAA e ha venduto più di 4 milioni di copie fino ad oggi negli USA aggiudicandosi così il record di album più venduto.

## Tracce
1. Moon Baby – 4:23 (Sully Erna)
2. Whatever – 3:26 (Erna, Tony Rombola)
3. Keep Away – 4:50 (Erna)
4. Time Bomb – 4:00 (Erna)
5. Bad Religion – 3:14 (Erna, Tommy Stewart)
6. Immune – 4:50 (Erna, Robbie Merrill, Rombola)
7. Someone in London – 2:03 (Rombola)
8. Get Up, Get Out! – 3:30 (Erna)
9. Now or Never – 5:06 (Erna)
10. Stress – 5:03 (Erna)
11. Situation – 5:47 (Erna, Merrill)
12. Voodoo – 9:03 (Erna, Merrill)

## Formazione
- Sully Erna - voce, chitarra, batteria, produttore, tastiere
- Tony Rombola - chitarra, cori
- Robbie Merrill - basso
- Tommy Stewart - batteria
- Mudrock - co-produttore
- Joseph M. Palmaccio - mastering

## Classifiche
| Classifica (1999) | Posizione massima |
| ----------------- | ----------------- |
| Stati Uniti       | 22                |